# 1863
Het jaar 1863 is het 63e jaar in de 19e eeuw volgens de christelijke jaartelling.

## Gebeurtenissen
januari
- 1 - Ondertekening van de emancipatieproclamatie door Abraham Lincoln.
- 4 - James Plinton krijgt octrooi op de rolschaats.
- 10 - De metro van Londen opent zijn eerste lijn, van Paddington Station naar Farringdon Station. Het is de eerste ondergrondse in de wereld.
- In Polen breekt de Januariopstand uit tegen de politiek van Russificatie door Alexander II.

februari
- 10 - Alanson Crane verkrijgt patent op de brandblusser.
- 17 - Eerste bijeenkomst van het comité van vijf onder leiding van Henri Dunant. Eerste stap naar de stichting van het Rode Kruis.

maart
- 3 - Wegens een tekort aan militaire mankracht in de Verenigde Staten tijdens de burgeroorlog stemt het Congres in met de eerste dienstplichtwet (conscription act) in de geschiedenis van de Unie.
- 30 - De Deense prins Willem bestijgt de Griekse troon als koning George I. Hij is een zoon van koning Christiaan IX van Denemarken.

april
- 15 - Het beeld Nikè van Samothrake wordt in stukken gevonden op het Egeïsche eiland Samothrake door de Franse viceconsul van het Ottomaanse Rijk en amateurarcheoloog Charles Champoiseau.
- 22 - Bahá'u'lláh gaat van Bagdad naar de Najibiyyíh Tuin om er twaalf dagen te verblijven. Hij openbaart zichzelf als Manifestatie van God.
- 22 tot 29 - De vermaarde Engelse baptistenpredikant Charles Spurgeon bezoekt Nederland en preekt in de grote steden van Holland.
- 30 - Mexicaanse troepen vallen het Frans Vreemdelingenlegioen aan in Camerone.

mei
- 1 tot 4 mei - In de Slag bij Chancellorsville verslaat het Army of Northern Virginia onder Robert E. Lee het noordelijke Army of the Potomac, aangevoerd door generaal-majoor Joseph Hooker. De noordelijken moeten zich weer uit Virginia terugtrekken.
- 2 - De Nederlandse regering-Thorbecke krijgt de Wet op het Middelbaar Onderwijs door het parlement. Instelling van een nieuw schooltype: de HBS en de Polytechnische school te Delft.
- 12 - België en Nederland sluiten een handels- en scheepvaartverdrag. België koopt met een bedrag ineens de tolheffing op de Schelde af.
- 23 - De publicist Ferdinand Lassalle richt in Pruisen met twaalf gedelegeerden de Allgemeiner Deutscher Arbeiterverein op.
- 27 - In de Amerikaanse Burgeroorlog wordt de stad Port Hudson, gelegen aan de Mississippi bestormd door de Noordelijke generaal-majoor Nathaniel P. Banks. Deze aanval mislukt. Daarna besluit Banks om de stad te belegeren. Deze belegering zal 48 dagen duren.
- 28 - Het 54e regiment verlaat Boston richting het slagveld. Het bevat de eerste zwarte soldaten die worden ingezet in het noordelijke leger.

juli
- 1 - Afschaffing van de slavernij in Suriname en Curaçao en Onderhorigheden door de Emancipatiewet
- 1 tot 3 juli - Het leger van Robert E. Lee verliest de Slag bij Gettysburg in Pennsylvania.
- 4 - Pembertons leger in de belegerde stad Vicksburg in de staat Mississippi geeft zich over aan het leger van Ulysses S. Grant.
- 9 - Met het einde van het Beleg van Port Hudson is de volledige rivier de Mississippi in Noordelijke handen. De gebeurtenissen van de laatste week zijn het keerpunt in de oorlog.
- 16 - Einde van een drie eeuwen durende blokkade van de scheepvaart op de Schelde door Nederland ten nadele van de haven van Antwerpen.

augustus
- 1 - Friedrich Bayer begint  in Barmen Met het op de markt brengen van aspirine.
- 14 - In Kansas City stort de gevangenis in waarin het gouvernement de vrouwen van de Bushwhackers heeft opgesloten. Dit ongeluk is de aanleiding van het "bloedbad van Lawrence".
- 19 - Met de dood van hertog Alexander Karel van Anhalt-Bernburg sterft het regerende vorstenhuis uit. Het hertogdom komt aan hertog Leopold IV van Anhalt-Dessau-Köthen. Door de vereniging van beide staten ontstaat het hertogdom Anhalt. Het aantal leden van de Duitse Bond vermindert hierdoor tot 34.
- 20 - Ingebruikname van de spoorlijn Utrecht-Amersfoort-Hattem door de NCS. De officiële opening was op 16 juli.
- 21 - In de vroege ochtend vallen William Quantrill en zijn bende, waarvan het aantal geschat wordt tussen de 200 en de 450, Lawrence binnen. De noordelijke senator Lane is hun eerste doel, maar kan ontsnappen. Hierop koelen de bendeleden hun woede op de burgers van Lawrence. Ongeveer 200 mannen en jongens worden het huis uitgesleurd en voor de ogen van hun familie neergeschoten. Huizen worden in brand gestoken en de plaatselijke bank beroofd. Deze overval wordt beschouwd als een van de gruwelijkste uitspattingen van de Amerikaanse Burgeroorlog.
- 22 - In Genève komen afgevaardigden bijeen uit 16 landen om de humanisering van de oorlogvoering te bespreken.

september
- 18 - In de nasleep van de Krimoorlog komt de Finse Landdag weer bijeen. Ze wordt een vast lichaam dat elke vijf jaar bijeen dient te komen.
- 18 - 20 - De Slag bij Chichamauga vindt plaats in Catoosa County, Georgia. Deze slag betekent het einde van het Noordelijke offensief in zuidoostelijk Tennessee en noordwestelijk Georgia. De Noordelijke nederlaag telt na de Slag bij Gettysburg de meeste slachtoffers van de oorlog.
- 19 - Op de Vrijdagmarkt van Gent wordt een standbeeld onthuld van Jacob van Artevelde. Het is vervaardigd door Pieter De Vigne-Quyo.

oktober
- 1 - De spoorlijn Breda-Tilburg wordt officieel geopend. Het is de eerste spoorlijn die volgens de Spoorwegwet van 1860 tot stand komt. Exploitant is de Maatschappij tot Exploitatie van Staatsspoorwegen.
- 3 - De Amerikaanse president Lincoln bepaalt dat Thanksgiving Day voortaan nationaal zal worden gevierd op de laatste donderdag van november.
- 13 - Het stadje Ahaus in het Westfaalse Münsterland wordt door een grote stadsbrand nagenoeg geheel verwoest.
- 14 - Opening van de spoorlijn Harlingen - Leeuwarden. De lijn zal worden doorgetrokken in de hoop dat de haven van Harlingen een belangrijke functie krijgt voor het Noord-Duitse achterland.
- 26 - Oprichting van de Engelse voetbalbond, nu de oudste voetbalbond ter wereld.
- 29 - De gedelegeerden in Genève stichten het Rode Kruis.
- 31 - Begin aanleg van de Nieuwe Waterweg door Pieter Caland.

november
- 4 - Première van de opera Les Troyens à Carthage van Hector Berlioz in Parijs.
- 5 - Presidentsverkiezingen in de Oranje Vrijstaat. De verkiezingen resulteren in een overwinning voor Johannes Henricus Brand.
- 12 - De nieuwgekozen afgevaardigde uit Antwerpen Jan Jacob Alfried de Laet legt als eerste in het onafhankelijk België de eed af in het Nederlands.

december
- 4 - In de nacht van 3 op 4 december 1863 woedt een zeer zware storm in het Noordzeegebied. Langs de Nederlandse kust vergaan in totaal 36 schepen. Honderden mensen komen om het leven. De grootste scheepsramp is die van het Duitse fregat Wilhelmsburg op de Boschplaat bij Terschelling. Bij deze ramp vinden 258 passagiers en 3 bemanningsleden de dood.
- 8 - Brand in de Iglesia de la Compañía in Santiago. Meer dan 2.000 personen komen om het leven.
- 15 - De 22-jarige Gerard Adriaan Heineken koopt de brouwerij 'De Hooiberg' in Amsterdam.
- 22 - Officiële opening van de spoorlijn Roosendaal-Bergen op Zoom door de Staat der Nederlanden. Exploitant is de Maatschappij tot Exploitatie van Staatsspoorwegen. De treinen gaan rijden op 23 december.

## Muziek
- Jacques Offenbach schrijft de operette Il signor Fagotto

## Beeldende kunst

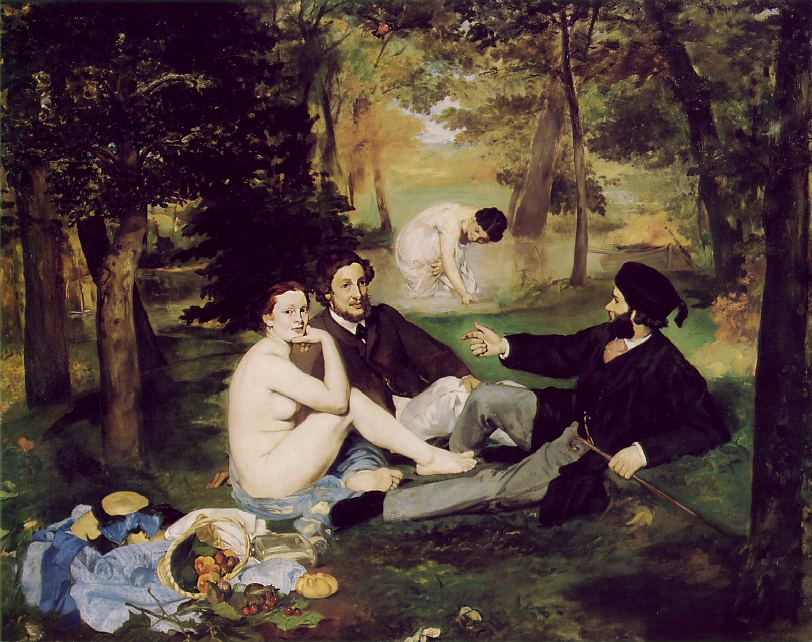
Le déjeuner sur l'herbe (1863) Édouard Manet, Musée d'Orsay
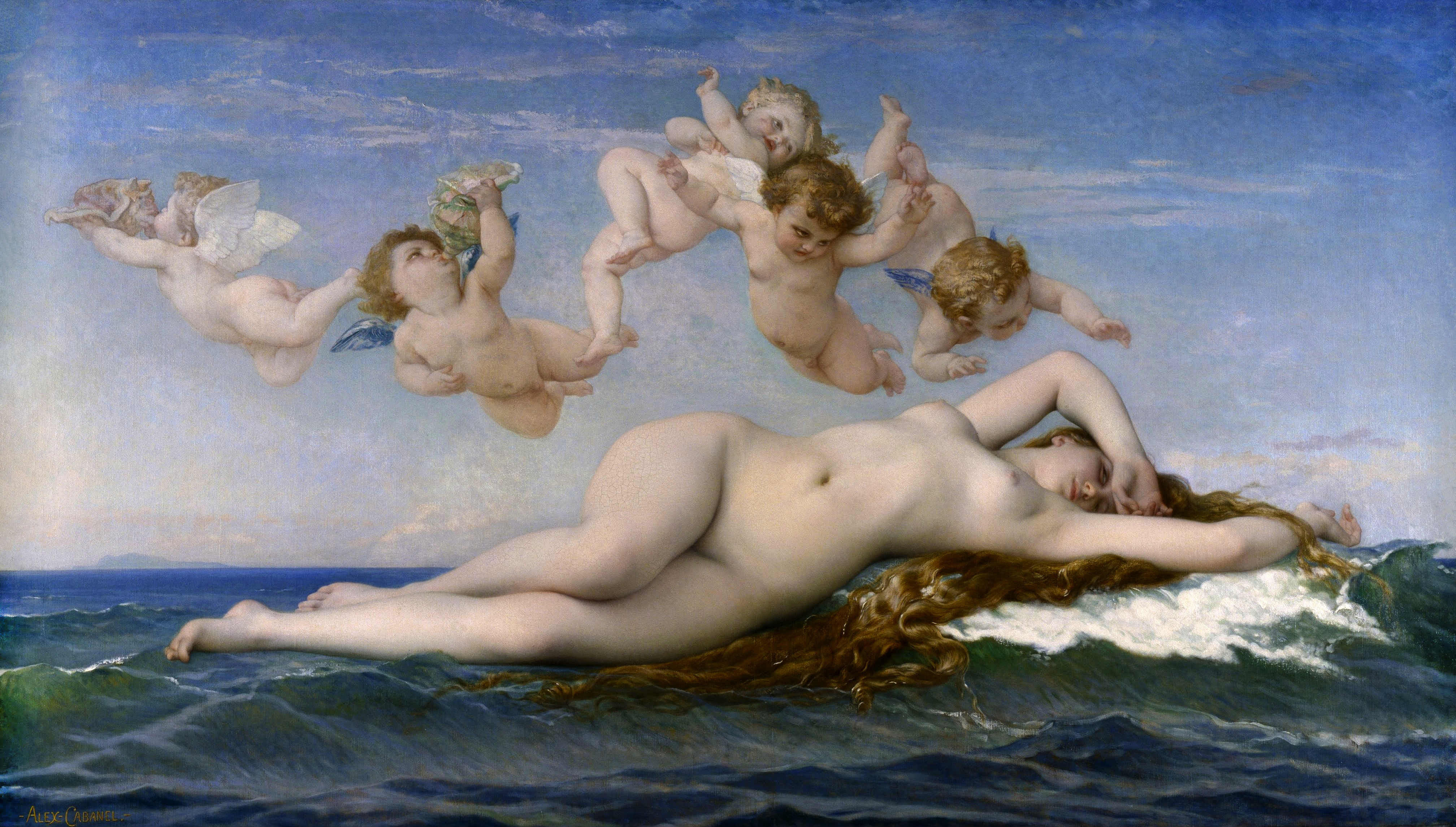
De geboorte van Venus (1863) Alexandre Cabanel, Musée d'Orsay
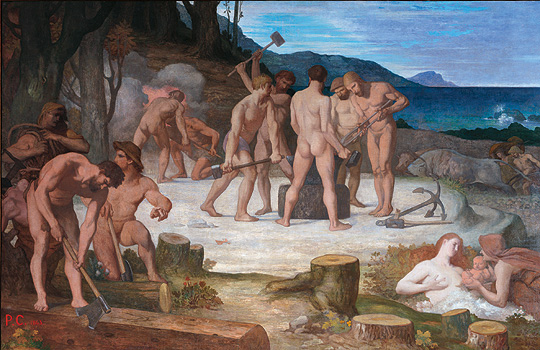
Le Travail (1863) Puvis de Chavannes, Musée de Picardie

## Bouwkunst

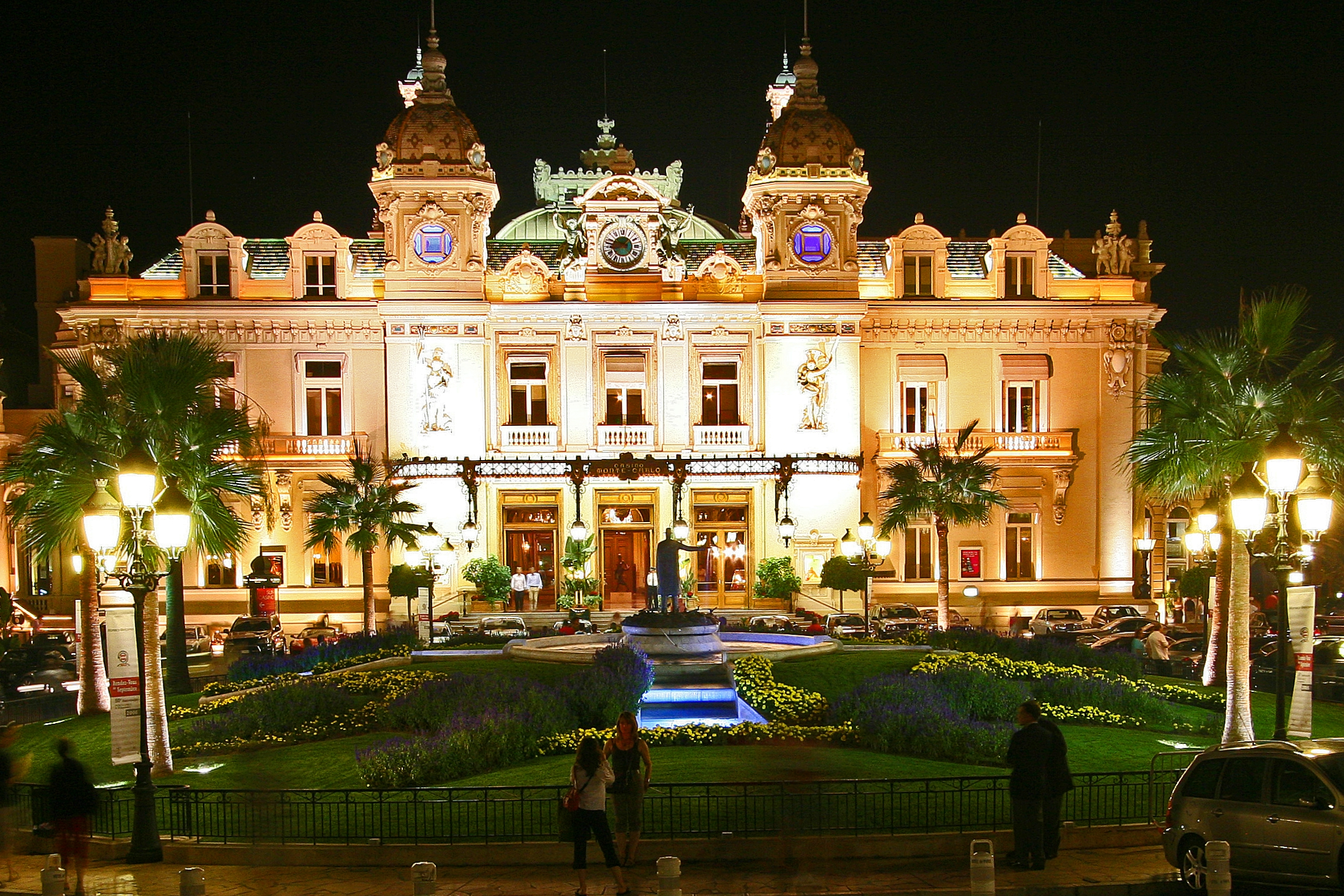
Casino van Monte Carlo (gereed 1863) Charles Garnier
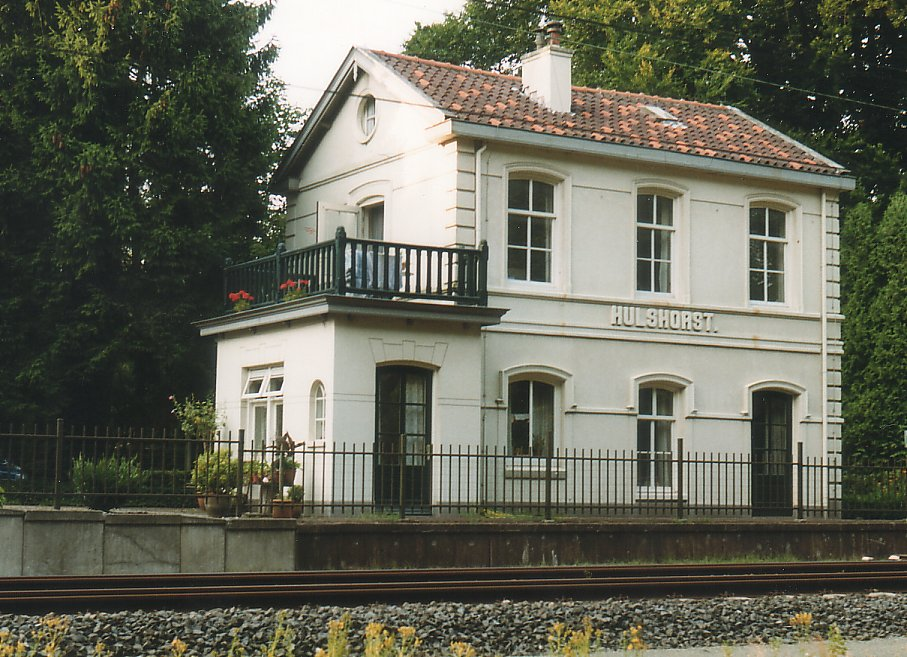
Station Hulshorst (1863)

## Geboren

### januari
- 1 - Pierre de Coubertin, Frans pedagoog en sportfunctionaris, oprichter van de moderne Olympische Spelen (overleden 1937)
- 3 - Olaf Jørgensen, Noors organist, componist (overleden 1926)
- 17 - David Lloyd George, Engels politicus (premier 1916-1922) (overleden 1945)
- 17 - Konstantin Stanislavski, Russisch acteur, regisseur en theatertheoreticus (overleden 1938)

### februari
- 1 - Jose Maria Panganiban, Filipijns schrijver en patriot (overleden 1890)
- 1 - Ignacio Villamor, Filipijns advocaat, rechter en bestuurder (overleden 1933)
- 23 - Luigi Capotosti, Italiaans kardinaal (overleden 1938)
- 23 - Franz von Stuck, Duits symbolistisch schilder en beeldhouwer (overleden 1928)

### maart
- 1 - Fjodor Sologoeb, Russisch symbolistisch schrijver en dichter (overleden 1927)
- 3 - Arthur Machen, Brits schrijver en mysticus (overleden 1947)
- 12 - Gabriele d'Annunzio, Italiaans schrijver en dichter, jourmalist en politicus (overleden 1938)
- 23 - Gotfried Coenraad Ernst van Daalen, Nederlands militair (overleden 1930)
- 27 - Jan Rinke, Nederlands schilder en illustrator (overleden 1922)
- 27 - Francisco Viñas, Spaans tenor van Catalaanse afkomst (overleden 1933)
- 29 - Walter James, 5e premier van West-Australië (overleden 1943)

### april
- 3 - Henry Van de Velde, Belgisch schilder, ontwerper, vormgever en architect (overleden 1957)
- 10 - Paul Héroult, Frans wetenschapper en uitvinder (overleden 1914)
- 18 - Leopold Berchtold, Oostenrijk-Hongaars politicus (overleden 1942)
- 22 - C.A.J. van Dishoeck, Nederlands uitgever (overleden 1931)
- 28 - André Blondel, Frans technicus en natuurkundige (overleden 1938)
- 29 - William Randolph Hearst, Amerikaans uitgever, journalist en politicus (overleden 1951)

### mei
- 5 - F.A. Stoett, Nederlands taalkundige (overleden 1936)
- 8 - Carl Smulders, Nederlands-Belgisch componist en schrijver (overleden 1934)
- 30 - Henri François Rikken, Surinaams prozaschrijver (overleden 1908)

### juni
- 10 - Louis Couperus, Nederlands schrijver (overleden 1923)
- 18 - Friedrich Went, Nederlands botanicus (overleden 1935)
- 21 - Max Wolf, Duits astronoom (overleden 1932)
- 24 - Karel Baxa, Tsjechisch politicus (overleden 1938)

### juli
- 15 - Hendrik Geeraert, Belgisch volksheld (overleden 1925)
- 24 - Johan Andreas dèr Mouw (Adwaita), Nederlands dichter (overleden 1919)
- 26 - Jāzeps Vītols, Lets componist (overleden 1948)
- 30 - Henry Ford, Amerikaans ondernemer (overleden 1947)

### augustus
- 5 - Jan Dunselman, Nederlands kunstschilder (overleden 1931)
- 14 - Stans Balwé, Nederlands schilderes entekenares (overleden 1954)

### september
- 10 - Charles Spearman, Brits psycholoog (overleden 1945)
- 13 - Arthur Henderson, Brits politicus (overleden 1935)
- 28 - Karel I, koning van Portugal (overleden 1908)
- 29 - Hugo Haase, Duits sociaaldemocratisch politicus (overleden 1919)

### oktober
- 7 - Jan van Zutphen, Nederlands vakbondsbestuurder (overleden 1958)
- 16 - Austen Chamberlain, Brits politicus en Nobelprijswinnaar (overleden 1937)
- 17 - Sigrid Blomberg, Zweeds beeldhouwster (overleden 1941)
- 18 - Alan Archibald Campbell Swinton, Brits elektrotechnicus (overleden 1930)

### november
- 3 - Anton van Teijn, Nederlands kunstschilder (overleden 1943)
- 9 - Paul Sérusier, Frans kunstschilder(overleden 1927)
- 14 - Leo Baekeland, Belgisch uitvinder van het bakeliet (overleden 1944)

### december
- 11 - Otto Feuerlein, Zwitsers-Duits natuurkundige en elektrotechnicus (overleden 1930)
- 12 - Edvard Munch, Noors schilder (overleden 1944)
- 18 - Theo van Hoytema, Nederlands kunstenaar (overleden 1917)

## Overleden
januari
- 6 - Christiaan de Bie (70), Nederlands politiefunctionaris
- 18 - Said Pasja (40), Wāli van Egypte

maart
- 26 - James Drummond (circa 77), Brits botanicus en natuuronderzoeker, pionier in West-Australië

april
- 1 - Jakob Steiner (67), Zwitsers wiskundige

mei
- 4 - Jan Schenkman (56), Nederlands onderwijzer en auteur
- 10 - Thomas "Stonewall" Jackson (39), Zuidelijk generaal, sneuvelt na te zijn beschoten door eigen troepen

juni
- 3 - Pedro Pelaez (50), rooms-katholiek geestelijke
- 11 - Matthijs Pabst (45), Nederlands burgemeester

juli
- 7 - William Mulready (77), Iers-Engels kunstschilder

augustus
- 1 - Johann Peter Cremer (77), Duits architect
- 13 - Eugène Delacroix (65), Frans schilder uit de romantiek

september
- 17 - Alfred de Vigny (66), Frans schrijver
- 20 september - Jacob Grimm, Duits taalkundige.

oktober
- 4 - Gerrit Schimmelpenninck (69), Nederlands politicus en zakenman
- 15 - Horace Lawson Hunley (39), Amerikaans ondernemer

november
- 15 - Frederik VII (55), koning van Denemarken

december
- 2 - Jane Pierce (57), First lady, echtgenote van Amerikaans president Franklin Pierce
- 14 - Ignacio Comonfort (41), Mexicaans staatsman

## Weerextremen in België
- 19 juli: laagste minimumtemperatuur ooit op deze dag: 6,9 °C.
- juli: juli met laagste gemiddelde dampdruk: 12,8 hPa (normaal 15,2 hPa).

Bron: KMI Gegevens Ukkel 1901-2003  met aanvullingen 